# Jüdischer Friedhof (Waldhilbersheim)

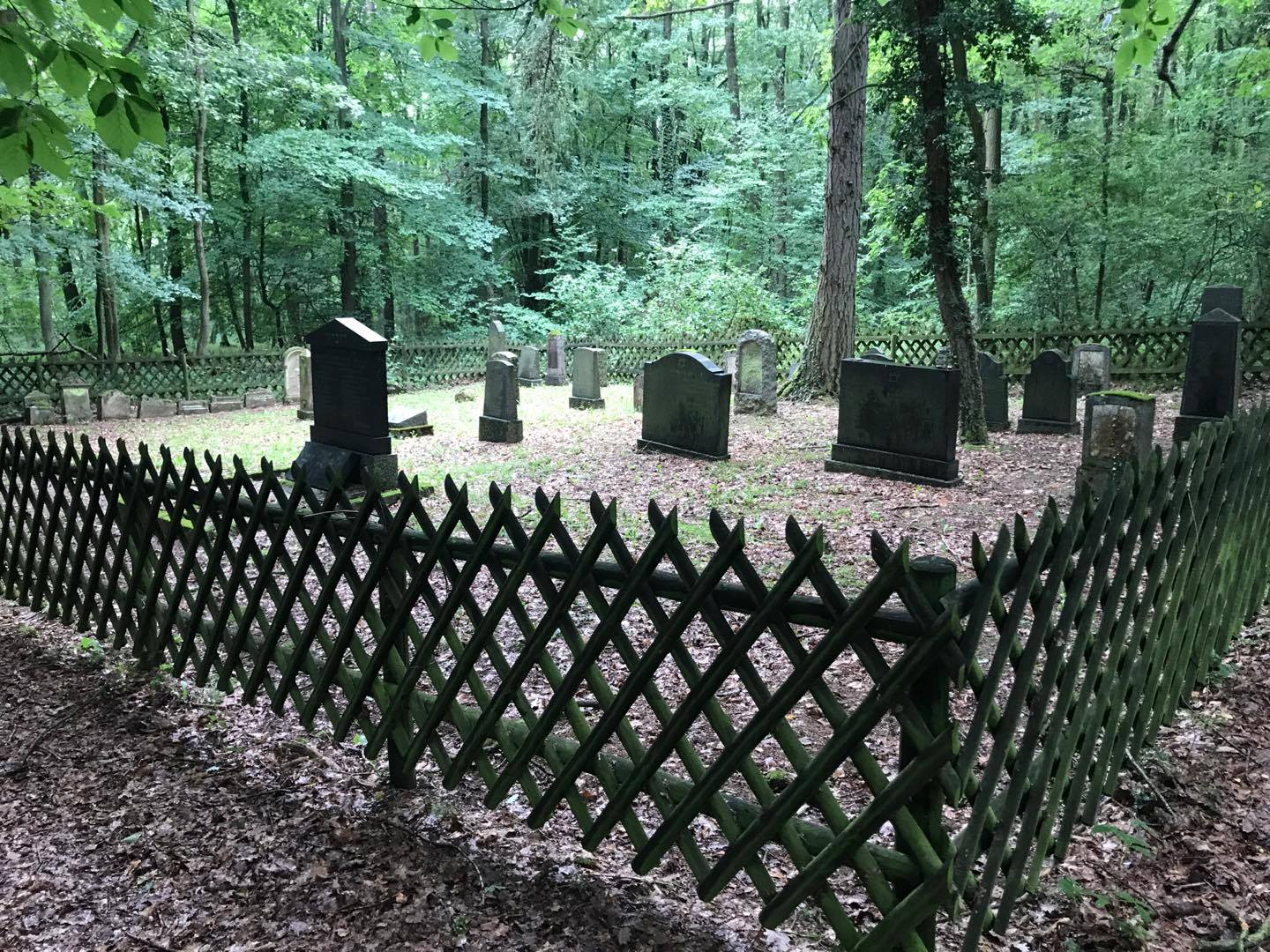
Jüdischer Friedhof Waldhilbersheim (August 2017)

Der Jüdische Friedhof Waldhilbersheim ist ein jüdischer Friedhof im Ortsteil Waldhilbersheim der Ortsgemeinde Guldental in der Verbandsgemeinde Langenlonsheim im Landkreis Bad Kreuznach (Rheinland-Pfalz).
Der 1274 m² große Friedhof befindet sich im Bereich „Auf dem Engelroth“ der Gemarkung Waldhilbersheim, unweit des Langenlonsheimer Friedhofes im Langenlonsheimer Wald an einer Forstwegkreuzung.
Es sind etwa 49 (nach anderen Angaben 28 oder 42) Grabsteine aus der Zeit von 1840 bis 1937 erhalten.